# Chiara Badano
Chiara Badano, dite Chiara Luce, née le 29 octobre 1971 à Sassello et morte le 7 octobre 1990 dans la même ville, est une jeune femme ayant appartenu au Mouvement des Focolari, morte à 18 ans d'un cancer des os.
Déclarée vénérable par l'Église catholique romaine le 3 juillet 2008, elle a été proclamée bienheureuse le 25 septembre 2010 au Sanctuaire Notre-Dame du Divin Amour, à Rome.

## Biographie

### Enfance
Fille de Ruggero Badano, chauffeur de camions, et de Marie-Thérèse Caviglia, Chiara passa toute son enfance dans la région de Sassello, dans la province de Savone, et la plupart de ses étés près de la mer, à Varazze auprès de ses oncles et tantes.
Elle fait la connaissance du mouvement des Focolari lors d'un rassemblement en 1980, et elle participe avec ses parents au Familyfest, rencontre internationale du mouvement, en mai 1981 à Rome. Elle est marquée par le message de Chiara Lubich, fondatrice du mouvement des Focolari. De retour chez elle, elle participe aux réunions des Focolari pour les jeunes (gens en italien) et se retrouve avec des groupes de jeunes venus d'Albisola et de Gênes. Elle devient une « gen 3 » du mouvement des Focolari, les « gen 3 » étant la partie du mouvement qui s'occupe des adolescents.
En 1982, elle entre au Collège et se montre une élève brillante, commence le piano. Elle obtient une mention « bien » au Brevet et entre au Lycée en septembre 1985 dans la filière littéraire, aimant écrire. Elle déménage à Savone et cherche à pratiquer l'enseignement de Chiara Lubich. Elle est alors surnommée au Lycée « sainte nitouche », bien qu'elle ne parle pas de Dieu à ses amis,. Cependant elle redouble sa première année de Lycée, et c'est pour elle un traumatisme. Néanmoins elle continue d'écrire à Chiara Lubich, qu'elle considère comme sa « maman spirituelle », même si les deux femmes ne se sont jamais rencontrées, n'ayant qu'une amitié épistolaire. En 1984, elle reçoit la confirmation et décide de donner tous ses cadeaux pour les œuvres du mouvement Focolari.
Elle témoigne d'un grand amour pour la lecture et le sport. Son journal intime montre cependant des difficultés de vivre au quotidien le message des Focolari. Elle passe en deuxième année de lycée en 1987, mais elle éprouve quelques difficultés, d'autant que son amie d'enfance part poursuivre ses études à Turin. Elle est au rattrapage, mais réussit finalement à passer en troisième année de lycée en 1988.

### Maladie
À la fin des vacances d'été de 1988, à la suite d'une partie de tennis, Claire, âgée alors de 17 ans, ressent une vive douleur à l'épaule. On croit alors à une déchirure musculaire, mais après trois mois la douleur s'amplifie et devient de plus en plus intense.
En 1989, les douleurs osseuses s'étant accrues, elle est admise à l'hôpital où on lui diagnostique un ostéosarcome en janvier 1989. Mais les douleurs augmentant encore, de nouveaux tests sont effectués et en février 1989, on lui diagnostique finalement une forme de cancer des os parmi les plus graves et les plus douloureuses. Ses parents lui cachent la maladie, dans un premier temps. Elle subit une première intervention chirurgicale à l'hôpital Molinette de Turin, et elle se montre heureuse, cherchant à blaguer, accueillant les personnes avec un sourire, malgré les douleurs dues à sa maladie, ne connaissant pas encore la gravité de son mal.
Ce n'est que le 14 mars 1989, elle n'a pas encore 18 ans, quand elle part pour sa première chimiothérapie, qu’elle découvre à l'hôpital la gravité de sa maladie, que ses parents lui avaient cachée. Lorsqu'elle revient chez elle, elle refuse de parler à personne pendant 25 minutes avant d'appeler sa mère. Les soins sont de plus en plus intensifs, les métastases cancéreuses se multipliant. En avril 1989, sa maladie empire et elle est paralysée des jambes. Néanmoins elle insiste pour poursuivre sa scolarité par correspondance; dans un de ses devoirs, elle donne sa vision sur les événements qui agitent l'année 1989, avec la chute du mur de Berlin: « Nous vivons dans des états démocratiques, peut être croyons nous avoir trouvé la liberté. Est ce vrai? Malgré la tension continuelle vers ce bien commun, l'homme, en essayant de faire l'impasse sur certains interdits, se fait esclave de soi-même à travers la société de consommation, le bien-être et la recherche désespérée du pouvoir ». Dans une autre rédaction, elle donne sa vision du temps : « Souvent l'homme ne vit pas sa vie car plongé dans des temps qui n'existent pas : soit dans le souvenir, soit dans le regret du passé ou bien tout projeté dans l'avenir. En réalité le seul temps que l'homme possède est l'instant présent qu'il faut vivre entièrement en profitant pleinement. En pensant aux années qui viennent de s'écouler, rendons-nous compte de tout le temps gaspillé et de ce que nous aurions pu faire. L'homme pourrait donner un sens à chaque chose en sortant de son égoïsme et en mettant en valeur chacune de ses actions en faveur d'autrui. Si nous y pensons attentivement chaque personne travaille déjà pour autrui : même l'ouvrier qui visse un écrou ou le paysan qui sème son champ. Souvent ils perdent la signification la plus vraie et la plus importante du travail. »
Le 5 juin, Chiara est de nouveau opérée pour laminectomie dorsale, les médecins et infirmiers sont marqués par son attitude : elle ne cherche pas à fuir la souffrance, elle y voit une occasion d'être avec Dieu ; après l'opération, priant à voix haute, elle dit : « Pourquoi Jésus? Si tu le veux je le veux aussi ». À l'hôpital de Turin, elle reçoit la visite du cardinal Giovanni Saldarini.
Le 19 juillet 1989 elle est victime d'une hémorragie interne. Malgré sa maladie, elle reçoit des visites de ses amis et continue à suivre les activités des Focolari. Elle rencontre un ingénieur qui vit au Bénin et qui développe une mission pour les enfants. Chiara se passionne pour son entreprise et fait don de toutes ses économies à cette œuvre,. Quand la souffrance diminue, elle confectionne de petits objets qu'elle donne ou vend pour la mission au Bénin,.
Elle rentre chez elle et reste alitée chez ses parents à Sassello. Elle a alors une vie de prière importante, priant le rosaire et suivant la messe. Elle est convaincue que toute souffrance offerte à Dieu « porte du fruit », et décide alors de renoncer aux antidouleurs. Deux jours avant Noël 1989, elle a une crise et doit repartir à l'hôpital. C'est là qu'elle reçoit la « parole de vie » de Chiara Lubich, tirée de l'Évangile de Jean: « Je suis la vigne, vous êtes les sarments. Celui qui demeure en moi, et en qui je demeure, porte beaucoup de fruits: car, séparés de moi, vous ne pouvez rien faire ». Elle reçoit dans le même temps le sacrement des malades.
Le 24 janvier, elle est de nouveau opérée mais l'opération s'avère inutile. Elle écrit alors sa vision de la souffrance : « Chaque instant est précieux et il ne faut donc pas le gaspiller. Si l'on vit ainsi, tout est pourvu de sens. Tout trouve sa juste dimension une fois qu'on l'offre à Jésus, même les moments les plus affreux. Donc, il ne faut pas laisser s'échapper la douleur : elle acquiert tout son sens en devenant une offrande à Lui ». Au cours des mois qui suivent, ses douleurs aux jambes s'amplifient, au point qu'elle les appelle « mes jambes folles ». Elle suit la Gen Fest, fête du mouvement des Focolari à laquelle elle ne peut participer. Peu de temps après, les médecins, considérant son cas désespéré, décident de mettre un terme aux soins et le 18 juin elle sort de la clinique et rentre chez elle à Sassello. Cependant, Chiara Luce connaît souvent des moments de difficultés; elle répète souvent à ses amis : « Qu'il est difficile de vivre le christianisme jusqu'au bout ».

### Agonie et mort de Chiara Luce
De retour chez elle, elle reçoit une lettre de Chiara Lubich qui lui donne un nouveau nom focolari, celui de Luce (Lumière en italien). Cette amitié épistolaire est essentielle dans la vie de Chiara Luce Badano, elle écrit à Chiara Lubich : « je dois tout à toi et à Dieu ». La souffrance continue d'être importante, souffrance qu'elle trouve difficile à vivre. Avec sa maladie, elle regrette de ne pouvoir faire don de ses organes, mais obtient de pouvoir tout de même faire don de sa cornée .
Chiara, sachant sa mort proche, décide de préparer minutieusement ses obsèques, les considérant comme un mariage. Elle demande d'être vêtue de blanc avec une ceinture rose, et choisit les chants de messe Le 10 septembre, elle envoie une dernière lettre de salutations à tous les membres de la communauté des Focolari ; par le biais d'un enregistrement sur une cassette audio, dans les derniers jours de sa vie, elle envoie un dernier mot à ses amis de Sassello. Les derniers mots qu'elle dit à sa mère sont « Maman, au revoir. Sois heureuse parce que moi je le suis ».
Elle meurt le 7 octobre 1990 à 4 h 10, après une nuit d'agonie, à l'âge de 18 ans.

### Enterrement
Son enterrement a lieu en présence de l'évêque Mgr Livio Maritano qui visitait Chiara Luce Badano. De nombreuses personnes sont présentes, au point que la mairie met en place des haut-parleurs afin que tout le monde puisse suivre la messe. Chiara Badano avait demandé que l'ensemble des dons soient envoyés à la mission au Bénin.

## Héritage
De son vivant, Chiara Luce Badano avait parrainé une mission au Bénin, qui s'occupe d'un orphelinat. Cette mission prit après sa mort le nom de Chiara Luce Badano, et continue d'exister.
Chiara Lubich cita très vite Chiara Luce Badano comme modèle pour le mouvement Focolari en affirmant que « Chiara Luce avait saisi le point central qui résume notre spiritualité : Jésus crucifié et abandonné ». Elle déclara d'ailleurs Chiara Luce comme le « modèle idéal » des « gens », groupes des jeunes Focolari. Son attitude face à la souffrance conduit un théologien à définir Chiara Luce comme une « mystique de la souffrance ».
Le 11 juin 1999, son procès en canonisation est ouvert par le diocèse. Le dossier est clos le 21 août 2000. Chiara Lubich demanda à témoigner lors du procès en béatification de Chiara Luce.
Les deux volumes de la Positio sont déposés à la Congrégation pour la Cause des Saints. Le 3 juillet 2008, le pape Benoît XVI reconnaît les vertus héroïques de Chiara Badano et la déclare Vénérable. Le 19 décembre 2009, le pape signe le décret d'approbation du miracle attribué par l'intercession de la Vénérable Servante de Dieu. Le 25 septembre 2010, le Préfet de la Congrégation pour la Cause des Saints, Mgr Angelo Amato, la déclare Bienheureuse lors d'une célébration au sanctuaire de Notre-Dame du Divin Amour, en présence des parents et des responsables du Mouvement des Focolari,.